# 투란

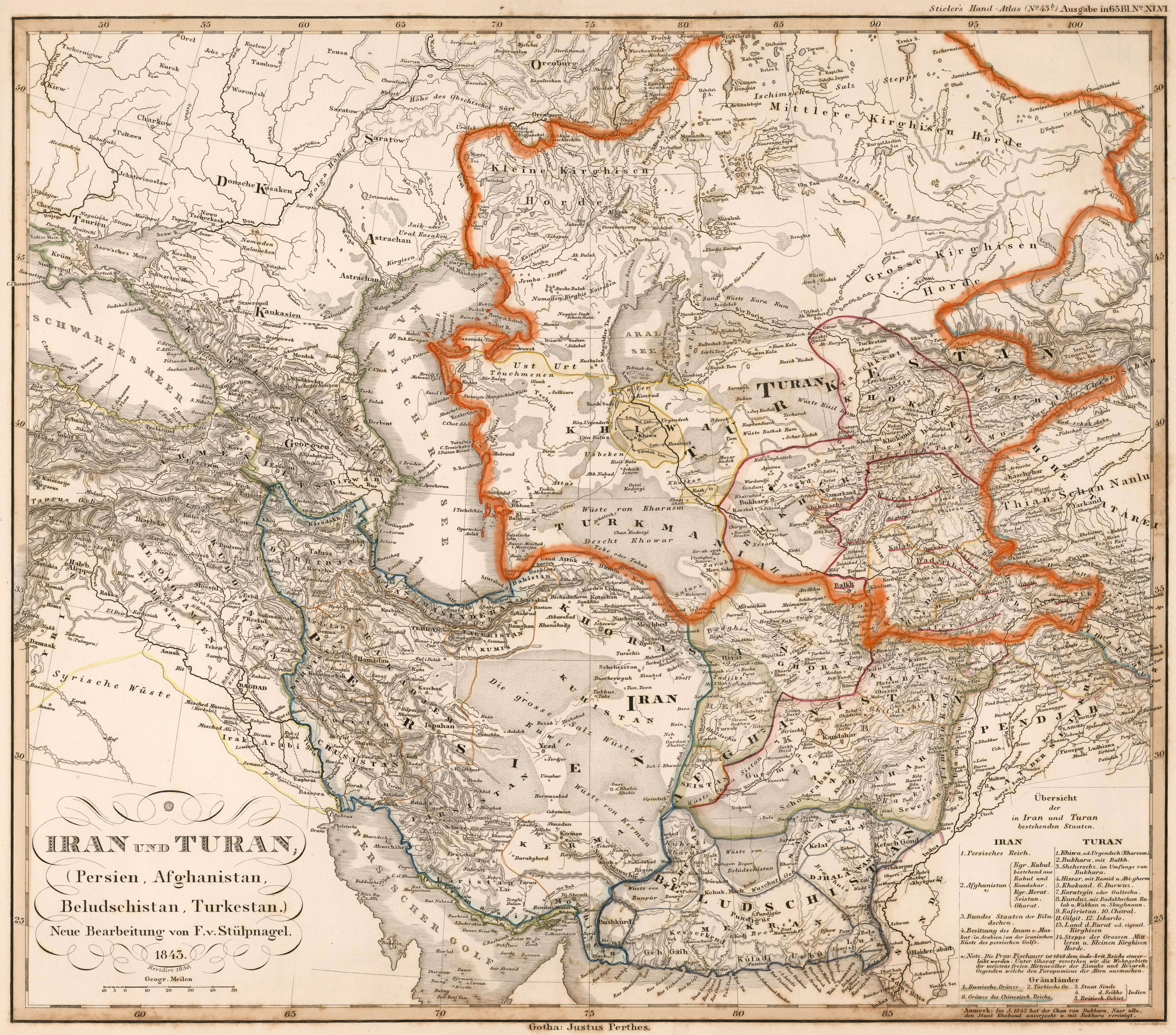
카자르 왕조 시기인 1850년 무렵 이란과 투란의 지도. 주황색 영역이 투란으로 오늘날 우즈베키스탄, 카자흐스탄, 키르기스스탄, 타지키스탄, 투르크메니스탄 및 아프가니스탄 북부를 포함하는 지역이다.

투란은 중앙아시아의 역사적 지역으로 이란어로 투르족의 땅이란 의미이다. 역사학에서 선사 시대 이후 해당 지역의 문화 등을 가리킬 때 종종 쓰인다. 투르족은 아베스타 시기에 이란족의 일파였지만, 이슬람 도래와 중세를 거치며 해당 지역에 이주해 온 튀르크족과 혼동되어 쓰인다.
근대 서구의 인류학 및 언어학 등은 중앙아시아의 모든 문화를 대표하는 용어로 투란을 사용한 적이 있지만, 이는 비서구 문화를 모두 비슷한 것으로 바라보는 편향이 작용한 것으로 오늘날에는 쓰이지 않는다.
현대 지리학에는 투란 저지와 같은 지명이 남아있다.

## 개요
고대 이란 신화에서 투르는 아베스타에 등장하는 신화적 영웅인 파리둔의 아들이다. 중세 이란의 서사시 샤나메에서는 투란 지역의 유목민들이 투르의 통치를 받았다고 언급한다. 이는 투란인이 파리둔의 후손을 자처하는 이란인의 일파로 이웃한 호라산에 살던 이란인들과는 구별되는 문화를 지니고 있었다고 해석될 수 있다. 두 지역은 종종 서로 전쟁을 치렀다. 투란은 코페트다그산맥 지역과 아트렉계곡, 박트리아 일부, 소그디아나 및 마르구의 다섯 영역으로 구성되어 있었다.
투란인은 나중에 튀르크인과 연합하여 중앙아시아의 투르크화의 한 축이 되었지만 영국의 이란학 교수였던 클리퍼드 에드먼드 보스워스는 샤나메에 언급된 투란인들과 고대 튀르크인 사이에는 별다른 문화적 관계가 없었다고 설명한다.

## 역사

### 고대 문헌

#### 아베스타
오늘날 전해지는 투란에 대한 가장 오래된 기록은 조로아스터교의 경전 가운데 하나인 파르바르딘 야시트로 약 2천5백년 전 아베스타어로 기록된 것이다. 이탈리아의 이란학 교수였던 게라르도 그놀리는 아베스타에 기록된 여러 부족들의 이름들을 다음과 같이 분석하였다. 아이리아 - 이란족, 투이리아 - 투란족, 사이리마 - 사르마티아인, 사이누 - 사카, 다히스 - 다하에. 아베스타에서 투리아는 프랑라시얀(샤나메에서는 아프라시아브로 불린다)와 같은 조로아스터교의 적들을 설명하는 형용사로 쓰인다. 아베스타 후기에 20번이나 등장하는 투리아라는 낱말은 자라투스트라가 직접 지었다고 전해지는 가타에 이르면 단 한 번 언급된다. 자라투스트라는 아이리아족 출신이지만 다른 이웃 부족에게도 그의 메시지를 전파하였다.
영국 런던 대학교 교수로 조로아스터교 연구자였던 메리 보이스는 "파르바르딘 야시트의 143-144절에서 아베스타를 기록한 사람들이 스스로를 부르던 이름인 아이리아인 뿐만 아니라 투란인, 사리마티아인, 사이누인, 다하에인과 같은 부족들의 이름과 그들 가운데 의로운 사람이라 칭송받는 개인들의 이름을 밝히고 있으며 이 이름들은 모두 이란계의 특성을 보인다"고 설명하였다. 투란과 아이리아는 수 많은 전투를 치렀으며 파르바르딘 야시트에는 투란인에 대한 적개심을 드러내는 구절도 있다. 이를 보면 아베스타 시기 투란인들 가운데 일부는 조로아스터교를 받아들였지만 나머지는 거부하였다.
자라스투라의 고향이 어디인지 정확하지 않은 것처럼 고대 투란의 위치 역시 확실하지는 않다. 후기 아베스타 시대에는 투란과 아이리아인들의 경계가 아무다리야강으로 투란인들은 그 강 북쪽에 거주하는 것으로 생각되었다. 아이리아인들과 끊임없는 전쟁을 치르며 투란인들은 스스로를 별도의 국가로 여기고 자신의 땅을 방어하기 위해 피를 흘리는 것을 자랑스럽게 여겼다. 아베스타와 샤나메에 등장하는 투란인들의 이름은 프라라시안, 아그래트라, 비데라프시, 아르자스파 남콰스트 등이다. 빈 대학교의 인도유럽어족 연구자였던 만프레드 마이르호퍼는 아베스타에 나타난 이란 제부족의 이름에 대한 어원을 포괄적으로 다룬 책을 출간하였다.

#### 사산 제국
서기 5세기 사산 제국은 "투란"을 북동쪽에 있는 "이란의 적"으로 선언하였다.
역사 시대에 들어 이란은 북동쪽 국경에서 침입하는 유목민과 계속적인 투쟁을 겪었다. 6세기 이후 다른 부족들에 의해 서쪽으로 밀려나 이란과 이웃하게 된 투르크족은 이란의 입장에서 과거 그 자리에 있던 투란족과 동일시되었다. 그러나 투란인과 투르크족을 동일하게 여기는 것은 7세기 초에나 이루어진 것이다. 투르크인들이 이란의 접경지에 등장한 것은 6세기 이후의 일이기 때문이다.

### 중세 문헌

#### 초기 이슬람 시대
클리퍼드 E. 보스워스는 다음과 같이 설명하였다.
이슬람 초기에 페르시아는 호라산의 북동부 땅 전역을 의미하였고 아무다리야강을 사이에 두고 파리둔의 아들 투르가 세운이래 페르도위시의 "샤흐나마"가 다스리던 투란과 마주하고 있었다. 투란의 주민들 가운데 투르크가 있었으며 유목민이었던 이들은 이슬람 확산의 첫 4세기 동안 원래 있던 곳에서 중국에 밀려 작사르테스로 불리던 시르다리야강을 넘어 유입되었다. 투란은 부족을 가리키는 의미 뿐만 아니라 지역을 가리키는 의미로도 쓰였지만 투르크의 본향이라는 의미로 쓰이지는 않았고, 이슬람의 모든 시대에서 이란에 대비하여 아무다리야강 너머 소그디아나와 화레즘에 이르는 지역을 가리키는 모호한 의미의 말이었다.

이슬람 이후 이란에서 "투란인"과 "투르크인"은 혼용되었다. 이란의 신화와 설화, 역사를 적은 샤나메 역시 이 둘을 같은 의미로 혼용하였고 이후 타라비, 하킴 이란샤 등의 많은 저자들이 이러한 혼용을 지속하였다. 다만 아랍의 역사가 아블하산 알리 빈 마수디는 "아프라시아브는 투르크의 땅에서 태어났는데 이 때문에 역사가들과 일반인들이 그를 투르크인이라고 적는 오류가 생겼다."고 서술하여 둘 사이의 차이를 기록하였다. 10세기 카라한 칸국은 투란의 신화적 영웅인 아프라시아브를 자신들의 선조로 여겼다.
언어학자 가운데는 투란의 어근인 투라(tura-)가 파슈토어로 "강한, 빠른"과 같은 의미와 함께 "검"을 의미하기 때문에 투란을 "검객"이라는 의미에서 온 것으로 파악하는 경우도 있지만, 다르게는 고대 페르시아어 토르(tor)에서 파생하여 "검은 땅", 즉 "빛나는" 조로아스터교에 맞선 "암흑 문명"이라는 멸칭에서 비롯되었다고 본다.

#### 샤나메
페르시아 서사시 샤나메에서도 투란은 에란(Ērān) 또는 이란(Īrān) 즉 아리아인의 땅의 동북부 아무다리야강 너머의 땅을 가리킨다. 샤나메의 건국신화는 파리둔이 세아들 살름, 투르, 이라즈에게 세계를 나누어 주었다고 하며 살름은 아나톨리아를 투르는 투란을, 이라즈는 이란을 물려 받았다고 한다. 이란의 건국신화인 만큼 샤나메는 세 형제의 투쟁에서 이란이 승리하여 세계를 통치하였다고 노래한다. 이들 사이의 갈등은 여러 세대에 걸쳐 계속되는데 샤나메에는 투란이 150번, 이란이 750번 등장한다.

샤나메의 몇 구절을 보면:
نه خاکست پیدا نه دریا نه کوه
ز بس تیغداران توران گروه
땅은 보이지 않았고 바다도 산도 없었다.
많은 칼을 쥔 이들이 투란의 무리에서 오도다.

تهمتن به توران سپه شد به جنگ
بدانسان که نخجیر بیند پلنگ
강력한 로스탬이 투란의 군과 싸움에 임하니
마치 표범이 사냥하듯 하였다.

### 현대 문헌

#### 지리학

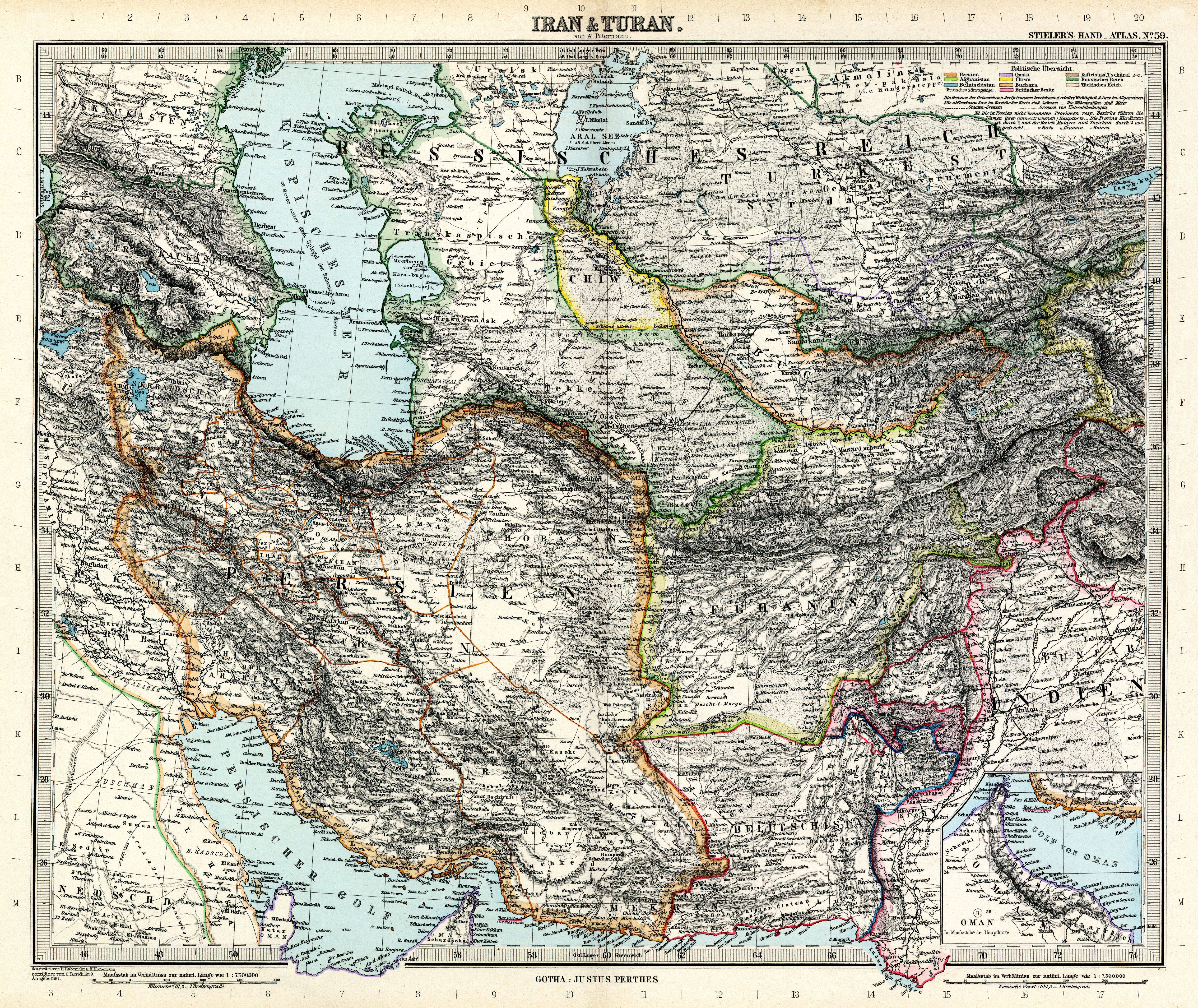
아돌프 스틸러가 그린 19세기 이란과 투란의 지도

19세기와 20세기 초에 서구에서 투란은 중앙아시아를 가리키는 일반적인 명칭으로 쓰였다. 물론 지금은 사용하지 않는다..투란은 19세기에 제작된 많은 지도에서 이란과 이웃한 오늘날의 우즈베키스탄, 카자흐스탄, 키르기스스탄, 타지키스탄, 투르크메니스탄, 아프가니스탄의 북부 및 파키스탄 지역을 아우른다.
오늘날 지리학에서는 투란 저지가 중앙아시아의 일부를 가리키는 지리 용어로 사용되고 있다.

#### 언어학
근대 언어학에서 투란어족이라는 용어는 알타이 제어를 가리키는 용도로 사용된 적이 있다. 이 분류는 서구의 관점에서 인도유럽어족과 셈어족, 함어족을 제외한 중앙아시아 제어군을 포괄한 것으로 드라비다어족, 우랄어족, 일본어, 한국어 및 기타 여러 고립어를 포괄한 것이다. 오늘날 비교언어학은 이러한 분류 체계에 서구 중심의 편향에 따른 오류가 있었다고 본다.
막스 뮐러(1823년–1900년)는 알타이어족, 우랄어족, 드라비다어족의 공통 상위 어족으로 투랄어족을 가정한 바 있다.
뮐러는 중국어 역시 이 분류에 넣으려고 시도하였으며 이를 "투란어족"의 남부 분기인지 북부 분기인지를 놓고 고민하였다.

#### 인류학
19세기 인류학의 일각에서는 투란을 서구와 이슬람 세계 사이에 놓인 별개의 정체성을 지닌 문화적 실체로 파악하였다. 1838년 J.W. 잭슨은 투란족에 대해 "물리력이 실체화 된 거칠고 잔혹한 야만인이지만 스스로의 힘으로 세계를 개척하는 진정한 인간"으로 서술하였다. 이는 당시 인류학에 영향을 주었던 낭만주의적 영향과 함께 비서구 문화에 대한 또 다른 편견의 하나이다.

#### 정치
오스만 제국 쇠퇴기에 범투란주의는 범슬라브주의에 대항하기 위한 민족주의 운동이었다. 이 이데올로기는 오늘날 튀르키예의 민족주의자 운동당과 연관된 극우 단체인 회색 늑대들의 이념에 영향을 주었다.

#### 이름

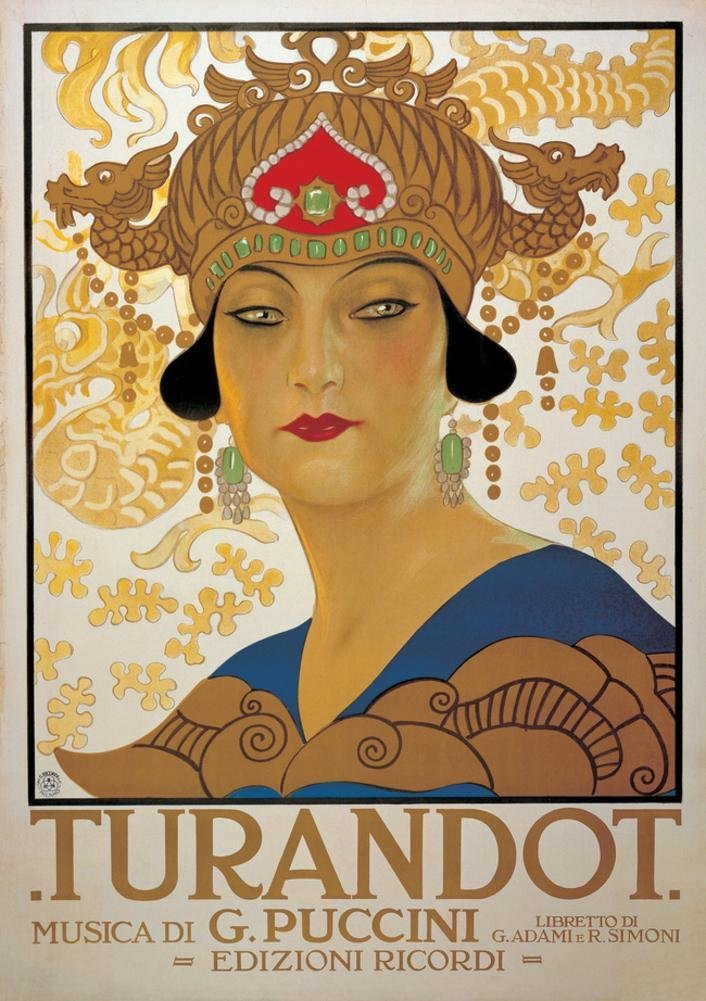
자코모 푸치니의 오페라 투란도트의 포스터(1926년).

투란도트는 "투르의 딸"을 의미하는 페르시아어이다. 푸치니의 유명한 오페라 투란도트를 통해 널리 알려지게 되었다.
투란이라는 이름은 중동에서 비교적 흔하며 바레인, 이란, 보스니아 및 터키를 포함한 일부 국가에서는 성으로도 사용된다.
살라딘에게는 투란샤로 불리던 형이 있었다.
고대 이란 신화에서 투란족의 조상으로 여겨지는 투라즈는 "어둠의 아들"이라는 뜻으로 이 역시 이란과 투란 사이의 오랜 갈등을 반영한다.

## 같이 보기
- 소그디아나
- 파르티아
- 호라산
- 화레즘

## 추가 자료
- Biscione, R. (1981). 〈Centre and Periphery in Late Protohistoric Turan: the Settlement Pattern〉.   Härtel, H. 《South Asian Archaeology 1979 : Papers from the fifth International Conference of the Association of South Asian Archaeologists》. Berlin: D. Reimer. ISBN 3-496-00158-5.
- Archäologie in Iran und Turan, Verlag Philipp von Zabern GmbH. Publisher – Verlag Marie Leidorf GmbH (Volume 1–3) ISSN 1433-8734